# مونتوريو أل فومانو
مونتوريو أل فومانو (بالإيطالية: Montorio al Vomano)‏ هي بلدية في مقاطعة تيرامو في إقليم أبروتسو الإيطالي.

## السكان
في سنة 1861 بلغ عدد السكان 4٬919 نسمة، وتطور العدد ليصل في سنة 2011 لـ 8٬201 نسمة.
يظهر هذا المخطط البياني تطور النمو السكاني لـ مونتوريو أل فومانو

## توأمة
لمونتوريو أل فومانو اتفاقيات توأمة مع كل من:
- أبريليا
- أماتريتشي